# Articoelidia ensiger
Articoelidia ensiger är en insektsart som beskrevs av Henry Fairfield Osborn 1924. Articoelidia ensiger ingår i släktet Articoelidia och familjen dvärgstritar. Inga underarter finns listade i Catalogue of Life.